# Kanton Le Croisic
Der Kanton Le Croisic war bis 2015 ein französischer Wahlkreis im Arrondissement Saint-Nazaire, im Département Loire-Atlantique und in der Region Pays de la Loire; sein Hauptort war Le Croisic. Letzter Vertreter im Generalrat des Départements war von 2002 bis 2015 Christian Canonne (UMP).

## Gemeinden
Der Kanton Le Croisic umfasste drei Gemeinden:
| Gemeinde     | Bretonisch   | Einwohner (2012) | Fläche (km²) | Code postal | Code Insee |
| ------------ | ------------ | ---------------- | ------------ | ----------- | ---------- |
| Batz-sur-Mer | Bourc'h-Baz  | 3030             | 9,27         | 44740       | 44010      |
| Le Croisic   | Ar Groazig   | 4040             | 4,50         | 44490       | 44049      |
| Le Pouliguen | Ar Poulgwenn | 4810             | 4,39         | 44510       | 44135      |
| Kanton       | Ar Groazig   | 11.880           | 18,16        | –           | 4410       |